# Carlos A. Felippa
Carlos A. Felippa (, ) é um engenheiro civil estadunidense nascido na Argentina.
Obteve o diploma de engenheiro civil pela Universidade Nacional de Córdoba, em 1963, com mestrado em 1964 bem como doutorado em 1966 pela Universidade de Berkeley. É professor de engenharia aeroespacial na Universidade do Colorado.